# Abby Martin
Abigail Suzanne Martin (Oakland, 6 settembre 1984) è una conduttrice televisiva statunitense.

## Biografia
Cresciuta a Pleasanton, California e diplomata alla Amador Valley High School. Iscritta al San Diego State University, una delle università più prestigiose degli Stati Uniti, consegue il Bachelor in scienze politiche.

## Carriera televisiva
Il 4 settembre 2012 va in onda sul canale televisivo Russia Today la prima puntata di "Breaking The Set".
Abby Martin ha lanciato accuse nei confronti dell'atteggiamento assunto da Mosca sulla questione ucraina.
Dal 2012 al 2015, Martin ha avuto il suo programma, "Breaking The Set", su RT America. Il programma si è descritto come "un programma che nega il falso paradigma sinistra/destra stabilito dall'establishment e riporta i fatti concreti". I titoli di testa originali raffigurano Martin che usa una mazza su un televisore sintonizzato CNN.
Poco dopo aver iniziato il suo programma su RT, Martin ha dichiarato in un'intervista a Marco Crispino Miller che "i media liquidano le cose troppo controverse come teoria del complotto".
Nel 2014, Martin ha attirato l'attenzione per le sue critiche alla copertura di RT sull'annessione della Crimea da parte della Federazione Russa. Martin ha chiuso il suo programma il 3 marzo 2014, con una dichiarazione di un minuto in cui condannava l'intervento militare russo in Ucraina. Glenn Greenwald ha paragonato favorevolmente l'affermazione di Martin al comportamento ossequioso dei media statunitensi durante il Invasione dell'Iraq del 2003. I critici di Martin sostengono che sembrava stesse leggendo da uno schermo, il che implica che le sue osservazioni sono state fatte con il consenso dei produttori dello spettacolo. RT ha rilasciato una dichiarazione dicendo: "Contrariamente all'opinione popolare, RT non costringe i suoi giornalisti alla sottomissione, e sono liberi di esprimere le loro opinioni, non solo in privato ma anche in onda." RT ha aggiunto: "[La] manderà in Crimea per darle l'opportunità di prendere una decisione dall'epicentro della storia." Martin declinò l'offerta, dicendo: "Non andrò in Crimea nonostante la dichiarazione che RT ha fatto." Il New York Times ha scritto che RT ha informato Martin che ciò che aveva detto sull'Ucraina "non era in linea con la nostra politica editoriale".
Martin ha lasciato RT nel febbraio 2015. Parlando per RT, Anna Belkina ha detto su BuzzFeed: "Abby ha deciso che questo è il momento per lei di provare qualcosa di nuovo. Siamo orgogliosi del grande lavoro che ha svolto come conduttrice di Breaking The Set."